# 2013 a légi közlekedésben
Ez a lista a 2013-as év légi közlekedéssel kapcsolatos eseményeit tartalmazza:

## Események

### január

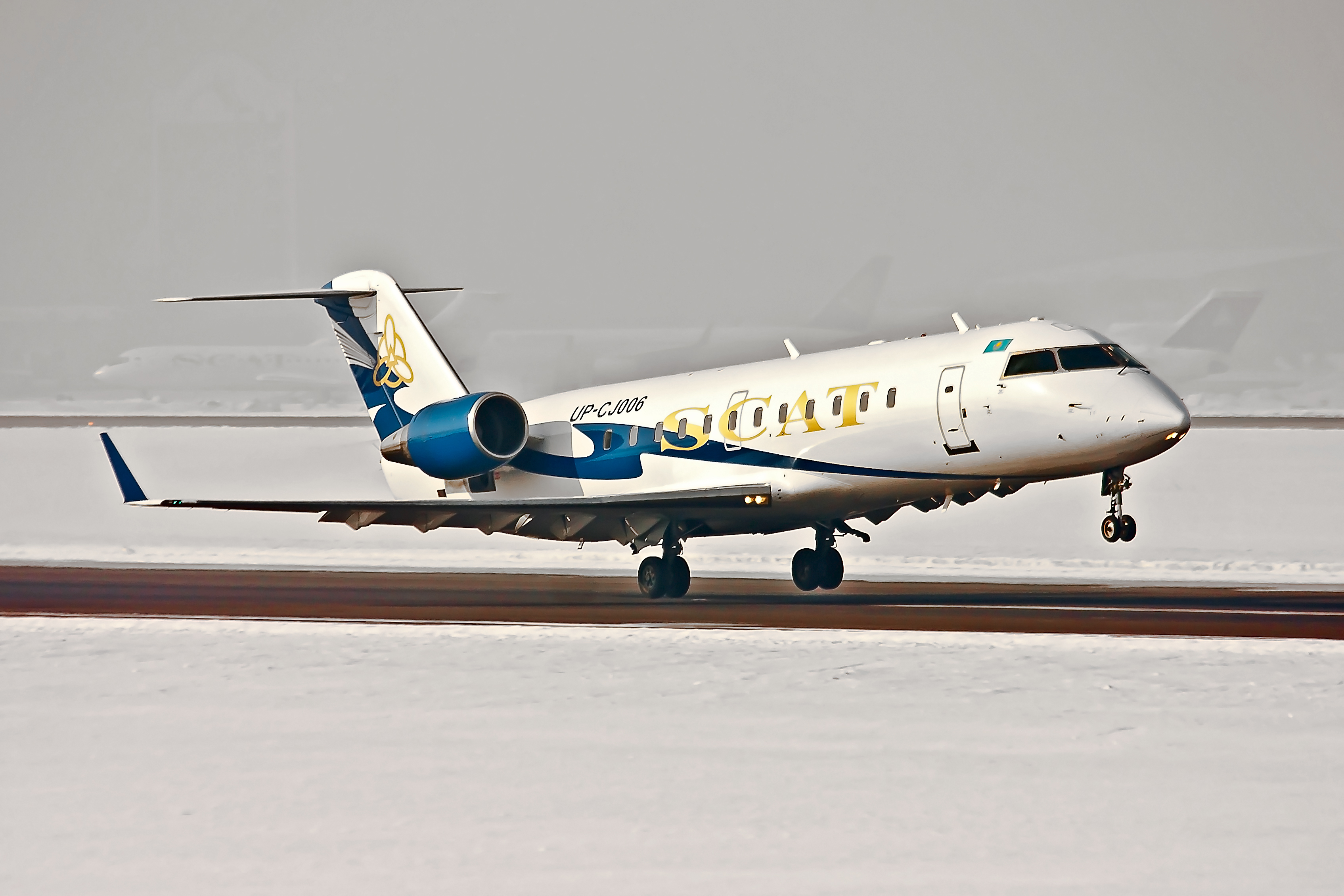
A SCAT Almatiban lezuhanó gépe felszállás közben 2013.01.07-én

- január 4. – A tengerbe zuhan egy Britten-Norman BN-2A-27 Islander (lajstromjele: YV2615) típusú repülőgép a venezuelai Los Roques partjaitól 18 kilométerre. A fedélzeten két pilóta és 6 utas tartózkodik közöttük Vittorio Missoni és felesége a Missoni divatház egyik vezetője, a balesetnek nincs túlélője.[1]
- január 7. – Lezuhan a Columbia Helicopters egyik Boeing Vertol 234LR Chinook (lajstromjele: N241CH) típusú helikoptere Peruban. A gépen heten tartózkodnak, mindnyájan életüket vesztik.[2]
- január 16. – Darunak ütközik és lángolva a földre zuhan egy AgustaWestland AW109 típusú helikopter (lajstromjele: G-CRST) London Vauxhall negyedében. A gépen a pilóta és egy utasa életét veszti, egy járókelő szintén életét veszti, 14-en megsérülnek.[3]
- január 29. – Átstartolást követően lezuhan egy Canadair CRJ200 (lajstromjele: UP-CJ006) típusú repülőgép Almatiban. A SCAT kazah társaság flottájához tartozó gépen 16 utas és 5 fős kabinszemélyzet tartózkodik, mindannyian életüket vesztik. A baleset idején rendkívül rossz látási körülmények uralkodtak, a köd miatt csupán 150-200 méteres vízszintes látótávolság volt.[4]

### február

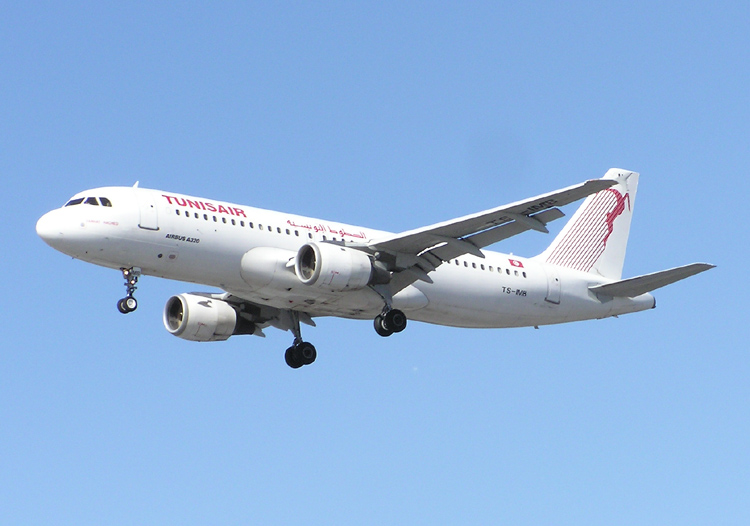
A Tunisair február 6.-án balesetet szenvedett gépe (TS-IMB)

- február 2. – Lesodródik a futópályáról az Alitalia számára járatot teljesítő Carpatair ATR 72–500 típusú utasszállító repülőgépe (lajstromjele: YR-ATS) Rómában. A gépen 46 utas és 4 fős személyzet tartózkodik, a másodpilóta és az egyik utas komolyabb sérülést szenved, a repülőgép súlyosan roncsolódik.[5]
- február 6. – Leszalad a futópályáról a Tunisair egyik Airbus A320 típusú utasszállító gépe (lajstromjele: TS-IMB) a tuniszi repülőtérre történő leszállás közben. A gép orrfutója összecsuklik és jelentősen megsérül. A gépen 75 utas és 8 fős személyzet tartózkodik, mindenki épségben hagyja el a gépet.[6]
- február 9. – Charleroi repülőtér. Egy Cessna típusú kis repülőgép lezuhant a repülőtér területén. A gépen utazó 5 fő életét vesztette.[7]
- február 11. – Lezuhan a Guineai Légierő egyik Casa CN–235 típusú szállító gépe (lajstromjele: 3X-GGG) a libériai Monrovia közelében. A gépen 5 fős személyzet és a guineai hadsereg 6 fős vezérkara utazott, túlélőt nem találnak.[8]
- február 13. – Kényszerleszállás közben kigyullad és összetörik a Pivdennyi Avialinyiji ukrán légitársaság egyik An–24RV típusú utasszállító gépe (lajstromjele: UR-WRA) a donecki Prokofjev nemzetközi repülőtéren. A gépen 36 utas és 8 fős személyzet tartózkodik, közülük öten meghaltak, kilencen kórházba kerültek.[9]
- február 26. – Gázrobbanás következtében lezuhan egy hőlégballon Luxorban. A balesetben 19 turista életét veszti, egy utas és a ballon vezetője túléli az incidenst.[10]

### március
- március 3. – Sempte (Šintava). Lezuhant egy kirándulókat szállító helikopter és a Vág folyóba esett. A balesetben elhunyt egy 14 éves fiú, míg a pilóta, egy nő és egy férfi életét meg tudták menteni a kiérkező tűzoltók.[11]
- március 5. – Leszállás közben épületeknek csapódik és összetörik a kongói demokratikus köztársaságbeli CAA Aviation Fokker F50 típusú utasszállító gépe (lajstromjele: 9Q-CBD) Goma repülőterén. A gépen kilencen utaznak az áldozatok száma 7.[12]

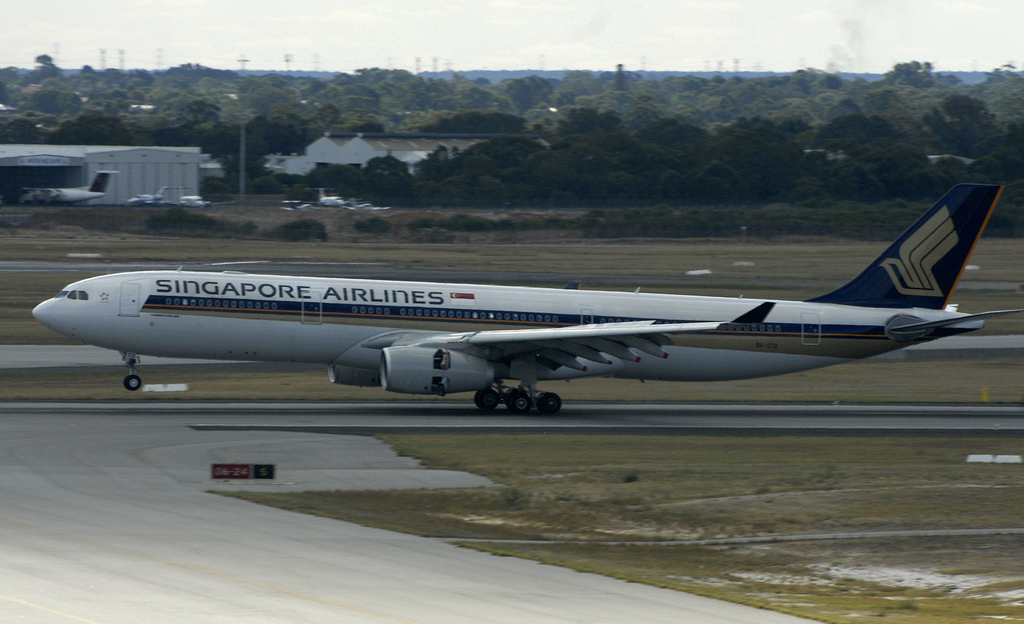
A Singapore Airlines április 25.-én kényszerleszállást végrehajtó A330 típusú gépe 9V-STO

### április
- április 13. – Rövidre száll az indonéz Lion Air diszkont légitársaság egyik Boeing 737–800 típusú gépe (lajstromjele: PK-LKS) a denpasari repülőtéren, melynek következtében a tengerbe csapódik. A gép kettétörik, de a 101 utas és a 7 fős személyzet túléli a balesetet. Az előzetes információk szerint a gépnek hajtómű problémái voltak, ami miatt a megközelítésből kényszerleszállás lett.[13][14]
- április 17. – Megközelítés közben lövés éri a Buraq Air Boeing 737 típusú utasszállító gépét (lajstromjele: 5A-DMG) Tripoliban. A lövés szándékosságát nem tudják bizonyítani, a légi társaság szerint véletlen találatról lehet szó. A gépen 150 utas és 5 fős személyzet tartózkodik, senki nem sérül meg egy nő utas sokkot kap és ápolásra szorul. A légitársaság felfüggeszti Tripoliba tartó járatait.[15]
- április 25. – Kényszerleszállást hajt végre a Singapore Airlines 406-os járatát teljesítő Airbus A330 típusú repülőgépe (lajstromjele: 9V-STO) Bangkokban, mivel a gép rakterében tűz üt ki. A 105 utas és 12 fős személyzet lépcsők segítségével száll ki, vészkiürítésre nem volt szükség.[16]
- április 29. – Lezuhan a National Air Cargo Boeing 747–400F teherszállító repülőgépe (lajstromjele: N949CA) Afganisztánban a Bagram légibázistól nem messze. Szemtanúk szerint a gép 400 méteren volt, amikor orra hirtelen megemelkedett, ennek hatására sebessége drasztikusan lecsökkent, majd átesett és a földbe csapódott. A gép az Amerikai Légiszállítási Parancsnokságnak (US Mobility Command) teljesített járatot, fedélzetén 7 fős személyzet tartózkodott mindannyian életüket vesztették. A gép orrának megemelkedését valószínűleg egy súlyos tárgy elmozdulása okozhatta a tehertérben.[17]

### május

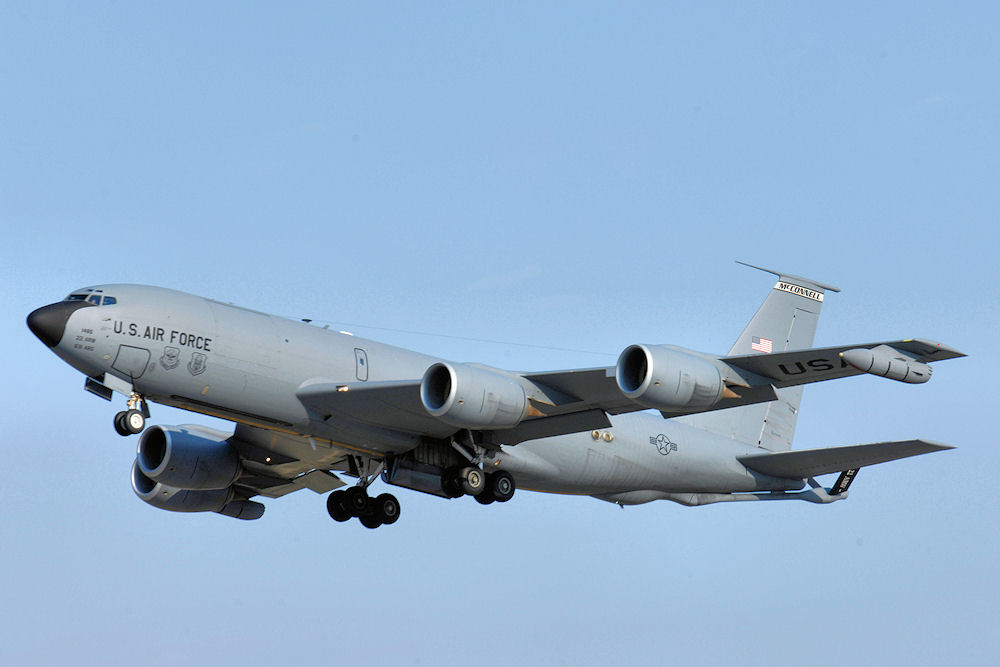
Egy KC-135 felszállás közben (a McConnel Légibázis kötelékébe tartozó gép)

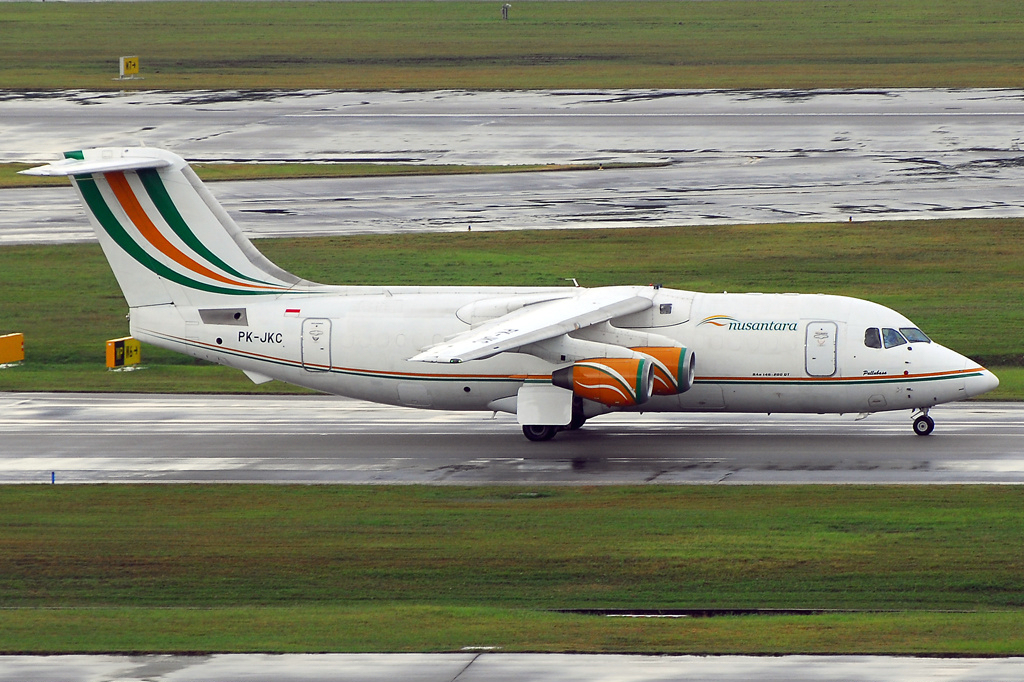
A Nusantara Airlines Wamena repülőterén kiégett BAe 146 típusú gépe (PK-JKC)

- május 3. – Felszállása után pár perccel a levegőben darabokra törik és lezuhan az amerikai légierő egyik KC–135 Stratotanker típusú légi utántöltő repülőgépe Kirgizisztánban. Az AMC 38877 farokjelű gépen háromfős személyzet teljesített szolgálatot, mindannyian életüket vesztették.[18]
- május 9. – Kirakodás közben egy hordó megbillen és üzemanyag ömlik az indonéz Nusantara Airlines BAe 146–200 típusú teherszállító gépének (lajstromjele: PK-JKC) fékberendezésére, mely meggyullad, és a lángok elborítják a gépet. Az üzemanyagot szállító gép teljesen kiégett mire a tüzet eloltották, személyi sérülés nem történt.[19]
- május 18. – Szándékos hasra szállást hajt végre egy De Havilland Dash 8–100 típusú turbólégcsavaros utasszállító repülőgép (lajstromjele: N934HA) a newarki repülőtéren, mert a bal főfutója nem nyílt ki rendesen és a többszöri futóműnyitás is kudarcot vallott. A Piedmont Airlines gépe Philadelphiából teljesített járatot a US Airways számára 31 utassal és 3 fős személyzettel a fedélzetén, az incidens után mindenki épségben hagyta el a gépet.[20]

### június
- június 8. – Kényszerleszállást hajt végre a Wizz Air Bukarest-Róma viszonylatot teljesítő Airbus A320 típusú utasszállító gépe (lajstromjele: HA-LWM) a római Róma-Fiumicino nemzetközi repülőtéren. A gép a meghibásodott bal főfutó nélkül sikeresen landol. Az oldalára dőlt gépből a 165 utas és a 6 fős legénység vészcsúszdákon át távozik, az ijedtségen kívül senkinek nem esik baja.[21]
- június 10.
  - Túlszalad a futópályán és egy fás, bokros területen állapodik meg a Myanma Airlines Xian MA–60 típusú utasszállító gépe (lajstromjele: XY-AIP) a mianmari Kawthaung repülőterén. A Mawlamyine-Kawthaung belföldi viszonylatot teljesítő gépen 60 utas és 4 fős személyzet tartózkodik, senki nem sérül meg.[22]
  - Rövidreszáll a Merpati Nusantara Airlines Xian MA–60 típusú utasszállító gépe (lajstromjele: PK-MZO) az indonéziai Kupang repülőterén. A Bajawa-Kupang járatot teljesítő gépen 46 utas és 4 főnyi személyzet tartózkodik, egy utast kórházba szállítanak. A gép törzse kettétört, szárnyai és hajtóművei leszakadtak.[22]

### július

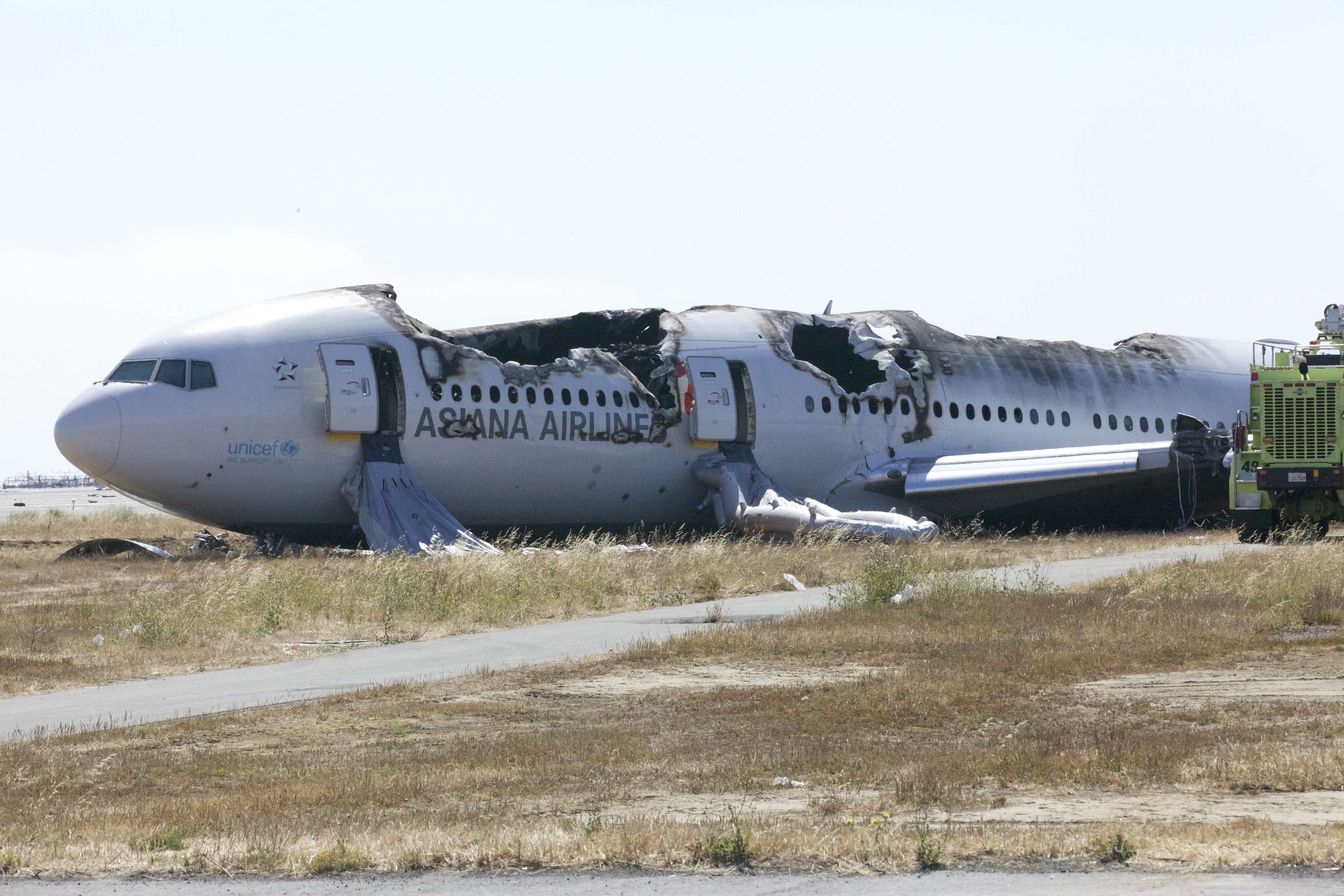
Az Asiana Airlines B777-es gépének kiégett roncsai

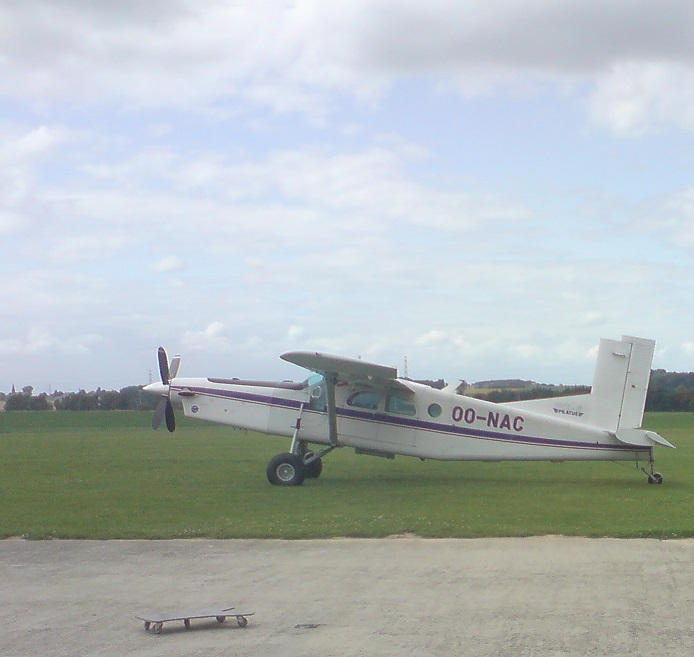
A Belgiumban ejtőernyősökkel földbe csapódó PC-6 Turbo porter

- július 6. – A San Franciscó-i nemzetközi repülőtér megközelítése közben a pályaküszöb előtt földnek csapódik, többször átfordul és kiég az Asiana Airlines egyik Boeing 777–300ER típusú utasszállító gépe (lajstromjele: HL7742). A Szöulból érkező gépen 291 utas és 16 fős személyzet tartózkodik, három kínai utas életét veszti, sokan súlyos állapotban kórházba kerülnek. A baleset körülményeit vizsgálják, előzetes megállapítás szerint a gép túl nagy állásszöggel és túl alacsony sebességgel érkezett, ezért átesett és az alacsony magasság miatt nem volt idő a korrekcióra.[23]

### augusztus
- augusztus 6. – Lezuhan egy amerikai HH-60 forgószárnyas helikopter a Japánban található Kadena légibázis közelében. A személyzet 3 tagja szerencsésen túlélte a balesetet.[24]
- augusztus 14. – Leszállás közben lezuhan a UPS Airlines egyik gépe a Birmingham–Shuttlesworth repülőtér közelében. A gép egy 9,8 éves Airbus A300-as, lajstromjele N155UPA. Az 1354-es járat egy menetrend szerinti teherszállító járat volt. A gépen 2 főnyi legénység tartózkodik, ők a baleset során meghalnak. A gép Louisville-ből Birmingham–Shuttlesworth repülőterére közlekedett. A baleset okát még vizsgálják.

### október
- október 16. – A futópálya megközelítése közben a Mekong folyóba zuhan a Lao Airlines egyik ATR 72 típusú turbólégcsavaros utasszállító repülőgépe. Az RDPL-34233 lajstromú gépen 44 utas és 5 főnyi személyzet tartózkodik, mindannyian életüket vesztik a balesetben.[25]
- október 19. – Felszállás utáni emelkedés közben hirtelen magasságot veszít és a földbe csapódik egy Pilatus PC–6 Turbo Porter típusú kisgép (lajstromjele: OO-NAC) Belgiumban. A Temploux repteréről felszálló gép ejtőernyősöket szállított. A gép fedélzetén 11-en tartózkodtak, mindannyian életüket vesztették. A gépből sikeresen kiugrott néhány ejtőernyős, ám nem sikerült időben nyitniuk, így ők is életüket vesztették.[26]

### november
- november 17. – A földbe csapódik az orosz Tatarstan Airlines egyik Boeing B737-500 típusú utasszállító gépe Kazany repülőterén. A rossz látási és időjárási körülmények között a gép két átstartolást hajtott végre a baleset előtt. A VQ-BBN lajstromú gépen 44 utas és 6 főnyi személyzet tartózkodik, mindannyian életüket vesztik.[27] (lásd: A Tatarstan Airlines 363-as járatának katasztrófája)
- november 19. – Lezuhan egy Socata TBM–700 típusú kisrepülőgép (N115KC) Franciaországban Coulanhes-la-Vinuse város közelében. A gépen tartózkodó hat ember életét veszti a balesetben. A gép lezuhanásának oka tisztázatlan a BEA (Bureau d'Enquêtes et d'Analyses) vizsgálatot indított az ügyben.[28]
- november 29. – A Clutha pub tetejére zuhan egy Eurocopter EC135 típusú rendőrségi helikopter (lajstromjele: G-SPAO) a skóciai Glasgowban. A Bond Air Services tulajdonában álló forgószárnyas fedélzetén hárman vesztik életüket, további öt ember a szórakozóhely vendégei közül szintén életét veszti a balesetben.[29]

## Első felszállások
- június 14. – Airbus A350 XWB

## Éves összesítés
A 2013-as év a halálesetek számát tekintve az azt megelőző tíz év legbiztonságosabb éve volt az Aviation Safety Network adatai szerint a kereskedelmi repülés tekintetében (és második a balesetek számát tekintve). A statisztikában a 14 főnél nagyobb befogadóképességű, polgári repülőgépekkel történt baleseteket vették figyelembe.
Az Aviation Safety Network 29 balesetet regisztrált, amikben összesen 265 haláleset történt. A megelőző tízéves átlag évi 720 fő.
A legsúlyosabb baleset november 17-én történt, amikor a Tatarstan Airlines 363-as járata a Kazanyi nemzetközi repülőtér (KZN) megközelítése során katasztrófát szenvedett, a gép kigyulladt, a gépen utazó 44 fő utas és a 6 főnyi személyzet életét vesztette.
Afrika továbbra is a leginkább balesetveszélyes kontinensnek számít a légi közlekedés terén, a halálos légi balesetek 20%-a ott történik, pedig a világ légiforgalmának csak 3%-át adja. Tizennégy afrikai légitársaság emiatt ki van tiltva az Európai Unió területéről.